# Gustavo Quinteros
Gustavo Domingo Quinteros Desábato (ur. 15 lutego 1965 w Caferracie) – piłkarz boliwijski pochodzenia argentyńskiego grający na pozycji obrońcy i trener piłkarski.

## Kariera klubowa
Karierę piłkarską Quinteros rozpoczął w argentyńskim klubie Talleres Remedios de Escalada. W 1988 roku odszedł do boliwijskiego Universitario Sucre i w jego barwach zadebiutował w pierwszej lidze boliwijskiej. Po roku gry w Universitario odszedł do Club The Strongest i w 1989 roku osiągnął swój pierwszy sukces w karierze, gdy wywalczył mistrzostwo Boliwii. W The Strongest grał do końca 1991 roku, a na początku 1992 przeszedł do CD San José, z którym został wicemistrzem kraju. W 1993 roku wrócił do The Strongest i w tym samym roku został z nim mistrzem Boliwii. W Boliwii grał do 1994 roku.
W połowie 1994 roku Quinteros wrócił do Argentyny. Został zawodnikiem zespołu San Lorenzo de Almagro z Buenos Aires. Przez trzy sezony rozegrał w nim 15 spotkań i wywalczył mistrzostwo fazy Apertura w 1995 roku, po czym odszedł do Argentinos Juniors. Tam grał w latach 1997-1999. Karierę zakończył w wieku 34 lat.

## Kariera reprezentacyjna
W reprezentacji Boliwii Quinteros zadebiutował w 1993 roku. W tym samym roku został powołany na swój pierwszy w karierze turniej Copa América. W 1994 roku został powołany przez selekcjonera Xabiera Azkargortę do kadry na Mistrzostwa Świata w USA. Tam rozegrał 2 spotkania: z Niemcami (0:1) i z Koreą Południową (0:0). W swojej karierze zaliczył także występy na Copa América 1995, Copa América 1999 i Pucharze Konfederacji 1999. Ogółem w kadrze narodowej od 1993 do 1999 roku rozegrał 26 meczów i strzelił jednego gola.

## Kariera trenerska
Po zakończeniu kariery piłkarskiej Quinteros został trenerem. W 2003 roku krótko prowadził San Lorenzo de Almagro, a w 2005 roku został zatrudniony w Club Blooming. W tamtym roku doprowadził klub do wywalczenia mistrzostwa fazy Apertura. W latach 2006–2007 prowadził San Martín San Juan, a w 2007 roku wrócił do Blooming, którego był trenerem do 2008 roku. W 2009 roku został szkoleniowcem Club Bolívar, z którym został mistrzem fazy Apertura. W 2010 trenował Oriente Petrolero. 5 listopada 2010 został mianowany nowym menedżerem reprezentacji Boliwii. 3 lipca 2012 roku podał się do dymisji. 9 lipca 2012 objął stanowisko głównego trenera ekwadorskiego klubu Emelec Guayaquil. Od stycznia 2015 prowadzi narodową reprezentację Ekwadoru.